# Anna Mae Aquash
Annie Mae Aquash (nombre Mi'kmaq Naguset Eask ) (27 de marzo de 1945 - diciembre de 1975) fue activista de las Primeras Naciones y miembro de la tribu Mi'kmaq de Nueva Escocia, Canadá. Aquash se mudó a Boston en la década de 1960 y se unió a otras Primeras Naciones y a otras causas indígenas estadounidenses centradas en la educación y la resistencia, y la brutalidad policial contra los pueblos indígenas urbanos. Ella formaba parte del Movimiento Indígena Americano, participando en el incidente de Wounded Knee de 1973 en la reserva india de Pine Ridge, Estados Unidos. 
Aquash también participó en la ocupación de la sede del Departamento del Interior en Washington D. C. En los años siguientes, Aquash participó activamente en protestas para atraer acciones positivas del gobierno y el reconocimiento de los derechos civiles de los nativos americanos. Después de que Aquash desapareció a fines de diciembre de 1975, hubo rumores de que había sido asesinada. Un informe del FBI del agente especial David Price afirma que un informante vio a Aquash viva el 12 de febrero de 1976.
El 24 de febrero, el cuerpo de Aquash fue encontrado en Wanblee en la reserva india de Pine Ridge en Dakota del Sur. Inicialmente, un examinador médico de la Oficina de Asuntos Indígenas determinó que había muerto por exposición, pero después de una segunda autopsia dos semanas después, fue encontrada asesinada por un disparo al estilo de ejecución. Como se detalla en "In the Spirit of Crazy Horse", el FBI y la CIA habían difundido previamente rumores de que ella había sido una informante, mientras que el agente Price había amenazado su vida, según Aquash. Desde entonces, Leonard Peltier declaró: "Debo recordarles que un registro judicial que el FBI mintió para extraditarme a los Estados Unidos. Sé que su comportamiento no ha cambiado al igual que sé que Anna Mae no era una informante ".
Después de décadas de investigación y el testimonio de tres grandes jurados federales, en marzo de 2003, Arlo Looking Cloud y John Graham (también conocido como John Boy Patton) fueron acusados por el asesinato de Aquash. Looking Cloud fue condenado en 2004 y Graham en 2010; ambos recibieron cadena perpetua. En 2008 Vine Richard "Dick" Marshall fue acusado de ayudar al asesinato, pero fue absuelto. Numerosos partidarios de Aquash y sus hijas creen que los funcionarios de alto nivel de AIM ordenaron su asesinato, por temor a que ella fuera una informante del FBI.

## Temprana edad y educación
Anna Mae Pictou nació en la Primera Nación Mi'kmaq en la Reserva Indian Brook en Shubenacadie, Nueva Escocia. Su madre era Mary E. Pictou y su padre Francis T. Levi. Tenía dos hermanas mayores, Mary y Becky Pictou, y un hermano menor, Francis. Pictou y sus hermanos recibieron su primera educación en la reserva, pero habían lidiado con la pobreza durante sus primeros años de vida. A la edad de ocho años, Pictou sufría de tuberculosis.

## Matrimonio y familia
En 1962, Pictou y James Maloney se mudaron juntos de la reserva a Boston. Tuvieron dos hijas, Denise, nacida en 1964, y Debbie, nacida en septiembre de 1965. Se casaron ese mismo año, pero se divorciaron a mediados de 1970 tras una aventura extramatrimonial de Maloney.
Más tarde, Pictou se casó con Nogeeshik Aquash, un activista ojibwa, en una ceremonia indígena. Ella mantuvo su apellido tras la separación. 

## Activismo
En Boston, Pictou comenzó a conocer indios americanos urbanos y otras personas de las Primeras Naciones de Canadá. Alrededor de 1968, conoció a miembros del Movimiento Indígena Americano (AIM), fundado en Mineápolis en 1968, organizado entre indios urbanos, inicialmente para combatir la brutalidad policial contra ellos. Pictou se involucró en el Proyecto de Escuela de Enseñanza e Investigación en Educación Bicultural (TRIBES), un programa para enseñar a los jóvenes indios estadounidenses sobre su historia. 
En el Día de Acción de Gracias de 1970, los activistas de AIM en Boston realizaron una gran protesta contra la celebración del Mayflower II . Pictou ayudó a crear el Consejo Indígena de Boston (ahora el Centro Indígena de América del Norte de Boston). 
En 1972, Pictou participó en la marcha Trail of Broken Treaties de activistas indios americanos a Washington D. C.. Los manifestantes ocuparon la Oficina de Asuntos Indígenas y presentaron una lista de 20 demandas al gobierno, 12 de ellas relacionadas con asuntos de tratados antiguos.
 

En 1973, Nogeeshik y Anna Mae viajaron juntos a la reserva india de Pine Ridge en Dakota del Sur para unirse a los activistas de la AIM y a los Oglala en lo que se desarrolló como la ocupación de Wounded Knee durante 71 días. Se casaron allí en una ceremonia nativa oficiada por Wallace Black Elk, un anciano lakota. 
 "Estas personas blancas piensan que este país les pertenece", escribió Aquash en una carta a su hermana en ese momento. "Todo el país cambió con solo un puñado de peregrinos harapientos que vinieron aquí en el siglo XVI. Y puede hacer falta un puñado de indios harapientos para hacer lo mismo, y tengo la intención de ser uno de esos indios harapientos". 
 En 1974 Annie Mae se radicó principalmente en Mineápolis. Trabajó en el proyecto Red Schoolhouse, para una escuelaque incluyera base cultural indígena para los numerosos estudiantes indios americanos que vivían en la ciudad. Ese año también participó en la ocupación armada en el Parque Anicinabe en Kenora, Ontario, por activistas Ojibwa y simpatizantes de AIM. Protestaban por el tratamiento dado a los Ojibwe en Kenora y el noroeste de Ontario en relación con la salud, el acoso policial, la educación y otros problemas. Aquash también continuó trabajando para los ancianos y la gente lakota de la reserva india de Pine Ridge.
En enero de 1975, Aquash trabajó con la Menominee Warriors Society en la ocupación armada de un mes del noviciado Alexian Brothers en Gresham, Wisconsin. La abadía católica había sido cerrada y abandonada, y el Menominee quería que la propiedad fuera devuelta a la tribu, ya que consideraban que los hermanos Alexian se apropiaron de la tierra para su levantar la misión.
La liberación de Aquash de la cárcel aumentó las sospechas internas de AIM, creadas por una campaña de desinformación. Los líderes estaban nerviosos desde que Douglas Durham fuera un informante del FBI. Aquash había denunciado a Durham. Los funcionarios lo expulsaron de AIM en febrero de 1975 en una conferencia de prensa pública.  
Cuando Banks se escondió, Aquash y Darlene Nichols se unieron a él en varias ocasiones a fines de 1975 mientras, junto con Peltier y otros, se mudaron por todo el oeste durante varios meses en una autocaravana, prestada por Marlon Brando, un simpatizante de la AIM. Según Nichols, mientras acampaba en Washington en octubre de 1975, Peltier se jactó de haber disparado contra los dos agentes del FBI el 26 de junio de 1975. El 14 de noviembre de 1975, un policía estatal detuvo un vehículo lleno de armas y explosivos, y ordenó que todos salieran. Peltier y Banks escaparon, pero Kenny Loud Hawk, Russ Redner, Aquash y otros fueron llevados a la cárcel.
Después de pasar diez días en la cárcel, Annie Mae Aquash fue puesta en libertad bajo fianza en Pierre, Dakota del Sur,. Un par de días después, fue a quedarse a la casa de Troy Lynn Yellow Wood-Williams en Denver, Colorado.

## Asesinato
El 24 de febrero de 1976, el ranchero Roger Amiotte encontró el cuerpo de Aquash al lado de la carretera estatal 73 en la esquina noreste de la reserva, a unas 10 millas (16 km) de Wanblee, Dakota del Sur. Sus restos fueron revelados cuando la nieve se derritió en febrero. El médico practicante W.O. Brown realizó una autopsia, quien escribió: "parece que había estado muerta durante unos 10 días" y que "había muerto de exposición a los elementos" al no notar el orificio de bala en la base del cráneo. Según las órdenes del FBI, según In the Spirit of Crazy Horse, las manos de Aquash fueron cortadas y enviadas para tomar las huellas digitales. Dado que Aquash no fue identificada en ese momento, su cuerpo fue enterrado como una "Jane Doe" (mujer desconocida). 
El 10 de marzo de 1976, ocho días después del entierro, los restos de Aquash fueron exhumados debido a las solicitudes hechas por el Movimiento Indígena Americano y su familia. AIM organizó una segunda autopsia a cargo del Dr. Garry Peterson. Descubrió que había recibido un disparo de bala de calibre 32 en el lado izquierdo en la parte posterior de la cabeza, debajo de la línea del cabello que le hizo perder masa cerebral y se alojó en la cuenca del ojo izquierdo. Fue descrito como al estilo ejecución. Fue enterrada en la tierra de los Oglala. Persistieron los rumores de que AIM la había asesinado como informante, relacionada con el enjuiciamiento federal del activista Leonard Peltier en la muerte a tiros en 1975 de dos agentes del FBI en Pine Ridge. In the Spirit of Crazy Horse detalla aún más la plantación de la desinformación sobre Aquash por un informante de la CIA años antes de su asesinato. 
El asesinato de Aquash fue investigado por la Oficina de Asuntos Indígenas, que comenzó la investigación ya que la muerte ocurrió en la reserva. Se supo que la habían visto en la reserva de Pine Ridge antes de su desaparición en diciembre de 1975. Los grandes jurados federales fueron llamados a escuchar testimonio en su caso en 1976, 1982 y 1994, pero no se hicieron acusaciones. En 1997, Paul DeMain, editor del periódico independiente News From Indian Country, comenzó a publicar regularmente artículos sobre la investigación del asesinato de Aquash. 

## Avances
El 3 de noviembre de 1999, Robert Pictou-Branscombe, un primo materno de Aquash de Canadá, y Russell Means, asociado con el movimiento AIM con sede en Denver, realizaron una conferencia de prensa en Denver para discutir el lento progreso de la investigación sobre El asesinato de Aquash. Había sido investigado tanto por el FBI como por el BIA. 

Ese mismo día, en una entrevista telefónica con los periodistas Paul DeMain y Harlan McKosato, la periodista Minnie Two Shoes comentó sobre la importancia de Aquash: 
 Parte de por qué era tan importante es porque era muy simbólica. Ella era una mujer muy trabajadora. Ella dedicó su vida al movimiento, a corregir todas las injusticias que pudo, y elegir a alguien y lanzar su pequeño programa contrainteligencia sobre ella, para maltratarla hasta el punto en que termina muerta, quien sea que lo haya hecho, echemos un vistazo a cuáles son las razones. Todo el mundo sabe que ella fue asesinada y veamos las razones reales por las que podría haber sido cualquiera de nosotros. Podría haber sido yo.... Debemos recordar que en su mayoría eran mujeres en AIM. Podría haber sido cualquiera de nosotros y creo que es por eso que ha sido tan importante. Y ella era tan buena persona. 
 Paul DeMain (Ojibwe/Oneida), editor y editor de News from Indian Country , dijo ese día: 
 ....Anna Mae dejó el legado de hacer las cosas de manera diferente, en 1975 estaba libre de alcohol y drogas, lo que la hizo destacar dentro del movimiento con audacia porque muchas personas todavía usaban y festejaban y había muchas cosas sucediendo en esa área. 
 En un editorial de enero de 2002 en News from Indian Country, DeMain dijo que se había reunido con varias personas que informaron haber escuchado a Leonard Peltier en 1975 admitir los disparos contra los dos agentes del FBI el 26 de junio de 1975 en la Reserva Pine Ridge. También dijeron que creían que el motivo de la muerte de Aquash "supuestamente era su conocimiento de quién disparó contra los dos agentes [del FBI] y Joe Stuntz". En una editorial de marzo de 2003, DeMain retiró su apoyo a la clemencia en la cadena perpetua de Peltier. En respuesta, Peltier demandó a DeMain por difamación el 1 de mayo de 2003. El 25 de mayo de 2004, después de que Arlo Looking Cloud fuera condenado por el jurado, Peltier retiró la demanda; él y llegaron a un acuerdo. 

## Acusaciones y un conspirador
En enero de 2003, un cuarto gran jurado federal fue llamado para escuchar el testimonio sobre el asesinato de Aquash. Se sabía que el 10 de diciembre de 1975, los miembros de AIM, Arlo Looking Cloud, John Graham y Theda Nelson Clarke, que la transportaron a Rapid City, la llevaron a la casa de Troy Lynn Yellow Wood de Denver. Llevaron a Aquash más lejos, a la Reserva Pine Ridge a mediados de diciembre. 
El 20 de marzo de 2003, un gran jurado federal acusó a dos hombres por su asesinato: Fritz Arlo Looking Cloud (un oglala lakota) y John Graham (también conocido como John Boy Patton; un atabasca del sur del Yukón), de Whitehorse, Yukon, Canadá. Aunque también se alegó que Theda Nelson Clarke, tía adoptiva de Graham, también estuvo involucrada, no fue acusada porque entonces ella tenía problemas de salud y estaba siendo atendida en un hogar de ancianos. 
Bruce Ellison, quien ha sido abogado de Leonard Peltier desde la década de 1970, invocó sus derechos de la Quinta Enmienda contra la autoinculpación y se negó a testificar en las audiencias del gran jurado por cargos contra Looking Cloud o en su juicio en 2004. Durante el juicio, el fiscal federal se refirió a Ellison como un conspirador en el caso Aquash. 

### Looking Cloud es condenado
El 8 de febrero de 2004, el juicio de Arlo Looking Cloud comenzó ante un jurado federal de los Estados Unidos; cinco días después fue declarado culpable de asesinato. El 23 de abril de 2004, recibió una sentencia obligatoria de cadena perpetua. Aunque no se presentó ninguna evidencia física que vincule Looking Cloud con el crimen, se mostró una cinta de video en la que admitió haber estado en la escena del asesinato, pero dijo que no sabía que Aquash iba a ser asesinada. En ese video, Looking Cloud fue entrevistado por el detective A. Alonzo del Departamento de Policía de Denver y R. Ecoffey, Director de la Oficina de Servicios de Aplicación de la Ley de la Oficina de Asuntos Indígenas. El 27 de marzo de 2003, Looking Cloud dijo que John Graham era el pistolero. 
Looking Cloud dijo que hizo su declaración mientras estaba drogado y bajo la influencia "del alcohol". El testimonio en el juicio mostró que Looking Cloud le contó a otras personas en varios momentos y lugares sobre haber estado presente en el asesinato de Aquash. 
Looking Cloud apeló. En la apelación, presentada por el abogado Terry Gilbert, quien reemplazó a Tim Rensch, Looking Cloud se retractó de su confesión grabada diciendo que era falsa. Apeló basándose en que su abogado de juicio Rensch fue ineficaz al no objetar la introducción de la declaración grabada en video, que no objetó las declaraciones de oídas de Anna Mae Aquash, no objetó las instrucciones de oídas para el jurado, y falló objetar las preguntas principales de la fiscalía a Robert Ecoffey. El Tribunal de Apelaciones de los Estados Unidos para el Octavo Circuito negó la apelación de Looking Cloud. El 19 de agosto de 2005, el Tribunal de Apelaciones confirmó el fallo de condena. Richard Two Elk, hermano adoptivo de Looking Cloud; Troy Lynn Yellow Wood, el expresidente de AIM, John Trudell, y las hijas de Aquash, Denise y Debbie Maloney, fueron otros testigos que declararon en el juicio que Looking Cloud les había confesado su participación por separado antes de cualquier acusación o arresto.

### Extradición de Graham
El 22 de junio de 2006, el ministro de Justicia de Canadá, Vic Toews, ordenó la extradición de John Graham a los Estados Unidos para enfrentar cargos por su presunta participación en el asesinato de Aquash. Graham apeló la orden y estuvo bajo arresto domiciliario, con condiciones. En julio de 2007, un tribunal canadiense negó su apelación y confirmó la orden de extradición. El 6 de diciembre de 2007, la Corte Suprema de Canadá rechazó el segundo recurso de Graham sobre su extradición. 
En una entrevista, grabada en los estudios de Pacifica Radio KPFK, Los Ángeles, el 30 de marzo de 2004, cuando Antoinette Nora Claypoole le preguntó sobre la última vez que vio a Annie Mae Aquash, Graham respondió: "La última vez que fuimos de Denver a Pine Ridge, y conoces ese paseo yendo a Pine Ridge, y hablando con ella, preparándose. Y luego llegar a una casa segura ".

### Richard Marshall
En agosto de 2008, un gran jurado federal acusó a Vine Richard "Dick" Marshall de ayudar y alentar el asesinato. Marshall era guardaespaldas de Russell Means en el momento del asesinato de Aquash. Se alegó que Graham, Looking Cloud y Theda Nelson Clarke habían llevado a Aquash a la casa de Marshall, donde la retuvieron antes de llevarla a ser ejecutada en un rincón alejado de la reserva. La esposa de Marshall, Cleo Gates, testificó sobre esto en el juicio de Looking Cloud. Se alega que Marshall proporcionó el arma homicida a Graham y Looking Cloud. Marshall fue encarcelado en 1976 después de ser condenado en la muerte a tiros de un hombre en 1975. Fue puesto en libertad condicional de la prisión en 2000. Fue absuelto del cargo de conspiración para asesinar a Anna Mae. 

## Juicio estatal para Graham y Rios
En septiembre de 2009, Graham y Thelma Rios, una defensora de los lakota en Rapid City, fueron acusados por el Tribunal Estatal de Dakota del Sur por el secuestro, violación y asesinato de Anna Mae. El caso contra los acusados continuó durante gran parte de 2010.

### Thelma Rios
Thelma Conroy-Rios, una defensora de los lakota en Rapid City, fue acusada por el estado de Dakota del Sur en septiembre de 2009, junto con John Graham, por el secuestro, violación y asesinato de Aquash. Ya en mal estado de salud, evitó un juicio por cargos de asesinato al aceptar un acuerdo de culpabilidad "que reconocía su papel en los eventos que llevaron a la muerte de Aquash". En noviembre de 2010, se declaró culpable del cargo de ser un accesorio para el secuestro y recibió una sentencia de 5 años, la mayoría de los cuales fue suspendida debido a su mala salud.
Ríos admitió en la corte que "transmitió un mensaje del liderazgo de AIM a otros miembros de AIM para llevar a Aquash de Denver a Rapid City en diciembre de 1975, porque pensaban que era una informante del gobierno". Ríos murió de cáncer de pulmón el 9 de febrero de 2011. Aunque los nombres fueron redactados en su acuerdo de declaración de culpabilidad en la corte, ella había dicho que escuchó a dos personas que ordenaban que Aquash fuera traída de Denver a Rapid City y que hubo una discusión sobre "despedirla".

### Graham condenado por asesinato grave
El 10 de diciembre de 2010, después de dos días de deliberación en la corte estatal, los miembros del jurado declararon a Graham culpable de asesinato grave, pero lo absolvieron del cargo de asesinato premeditado. La condena por asesinato grave conlleva una sentencia obligatoria de cadena perpetua. Después de una apelación de Graham, la Corte Suprema de Dakota del Sur confirmó la condena de la corte inferior en mayo de 2012.

## Teorías
Observadores e historiadores especulan sobre quién ordenó el asesinato de Annie Mae Aquash. Antes de su muerte, Aquash dijo que el agente especial del FBI David Price la amenazó con morir dentro de un año si se negaba a informar sobre Leonard Peltier.
John Trudell testificó tanto en el juicio Butler y Robideau de 1976 como en el juicio Looking Cloud de 2004 que Dennis Banks le había dicho que el cuerpo de Anna Mae Aquash había sido encontrado antes de que fuera identificado oficialmente. Banks escribió en su autobiografía, Ojibwa Warrior, que Trudell le dijo que el cuerpo encontrado era el de Aquash. Banks escribió que no sabía hasta entonces que Aquash hubiera sido asesinada, aunque ella había desaparecido. 
En el juicio de Looking Cloud, la fiscalía argumentó que la sospecha de AIM de Aquash se debía a que había oído a Peltier admitir los asesinatos de los agentes del FBI. Darlene "Kamook" Nichols, exesposa del líder de AIM Dennis Banks, testificó que a fines de 1975, Peltier dijo que había disparado a los agentes del FBI. Estaba hablando con un pequeño grupo de activistas de AIM que eran fugitivos de la policía. Incluyeron a Nichols, su hermana Bernie Nichols (más tarde Lafferty), el esposo de Nichols, Dennis Banks, y Aquash, entre otros. Nichols declaró que Peltier dijo: "El hijo de puta estaba suplicando por su vida, pero de todos modos le disparé". Bernie Nichols-Lafferty dio el mismo relato de la declaración de Peltier.
Otros testigos han testificado que una vez que Aquash fue sospechosa como informante, Peltier la interrogó mientras sostenía un arma contra su cabeza. Peltier y David Hill más tarde hicieron que Aquash participara en la fabricación de bombas para que sus huellas digitales estuvieran en las bombas. El trío colocó las bombas en dos plantas de energía en la reserva de Pine Ridge. Un extenso testimonio sugiere que los líderes de AIM ordenaron el asesinato de Aquash; debido a su posición prominente en la organización, los miembros de menor rango no habrían tomado medidas contra ella sin el permiso de superiores.

## Denise y Debbie Maloney
Junto con los investigadores federales, las hijas de Aquash, Denise y Debbie, creen que los líderes de alto rango de AIM ordenaron la muerte de su madre debido al temor de que ella fuera una informante. Denise Pictou-Maloney es la directora ejecutiva de "Mujeres indígenas por la justicia", un grupo que fundó para apoyar la justicia para su madre y otras mujeres nativas. En una entrevista de 2004, Pictou-Maloney dijo que su madre fue asesinada por miembros de AIM que pensaban que ella sabía demasiado. Sabía lo que estaba sucediendo en California, sabía de dónde venía el dinero para pagar las armas, conocía los planes, pero más que nada sobre los asesinatos. En marzo de 2018, Denise Maloney habló en la investigación sobre mujeres indígenas desaparecidas y asesinadas en Montreal sobre el asesinato de su madre.

## Reingreso en la reserva de Indian Brook
Después de la condena de Looking Cloud en 2004, la familia de Aquash hizo exhumar sus restos. Fueron transportados a su tierra natal de Nueva Escocia para su reentierro el 21 de junio en la Reserva Indian Brook en Sipeknekatik (Shubenacadie). Celebraron ceremonias apropiadas Mi'kmaq y celebraron el trabajo y la vida de la activista. Familiares y simpatizantes han celebrado ceremonias anuales de aniversario en honor de Annie Mae desde entonces. 

## Representaciones en cultura y medios.
- El espíritu de Anna Mae (2002) - una película de 72 minutos dirigida por Catherine Anne Martin, un homenaje de las mujeres que conocieron a Aquash. Producido por el National Film Board of Canada (NFB).[40]
- Maggie Eagle Bear: un personaje principal en el drama Thunderheart, basado libremente en Aquash.

### Literatura
- Mujer Lakota - Memoria de Mary Brave Bird de 1990 (publicada bajo el nombre de Mary Crow Dog). Después de haber sido amiga íntima de Aquash, Brave Bird dedica el capítulo "Dos manos cortadas" a su amistad con Aquash y los eventos que llevaron a su muerte.[41]

### Música
- "Slaying the Sun Woman",[42] "Bury My Heart at Wounded Knee" en el álbum Coincidence and Likely Stories, y "The Uranium War" en Power in the Blood, del cantante y compositor Cree, músico y activista, Buffy Sainte -Marie .
- "Anna Mae" - canción del cantante folklórico socialista británico Roy Bailey
- " Los imperios de hoy, las cenizas del mañana " - donde la banda de punk Propagandhi canta, "No hay justicia en las parcelas del cementerio marcadas con Hampton, Weaver o Anna-Mae".[43]
- "Anna Mae" - canción del cantautor y activista social estadounidense Jim Page
- "Anna Mae" - canción de Larry Long
- "Tierra robada" - canción del cantante canadiense Bruce Cockburn en la que menciona "El espíritu de la voz todopoderosa, el fantasma de Anna Mae Llama como un trueno desde la montaña, puedes escucharlos decir" es una tierra robada "
- "Anna Mae Aquash" - canción de la cantante y compositora de folk / jazz canadiense y activista social canadiense Faith Nolan[44]
- "Para Anna Mae Pictou Aquash" - poema de Joy Harjo, grabado como una canción de Harjo y la banda Poetic Justice
- "¿Cavaron las excavaciones?" - Canción del trío político alternativo de hip hop, The Goats que contiene la línea “¿De qué tienes miedo? Annie Mae Aquash? La encontré acostada en la zanja sin lugar para un reloj.

### Teatro
- Movimiento de Annie Mae (1999, reimpreso 2006) - obra de Yvette Nolan sobre Aquash y su participación en AIM[45]

## Otras lecturas
- Angie Canon, "Curando viejas heridas: el asesinato de una mujer india va a juicio, muchos años después", US News & World Report, 22 de diciembre de 2003, alojado en el sitio web DickShovel
- "Voces de Wounded Knee, 1973, En las palabras de los participantes", Rooseveltown, Nueva York: Akwesasne Notes, 1974. ISBN 0-914838-01-6 .
- Eric Konigsberg, "¿Quién mató a Anna Mae?" , The New York Times Magazine, 25 de abril de 2014